# Apogonia latescutellata
Apogonia latescutellata är en skalbaggsart som beskrevs av Heller 1896. Apogonia latescutellata ingår i släktet Apogonia och familjen Melolonthidae. Inga underarter finns listade i Catalogue of Life.